# Kirche Niederoderwitz

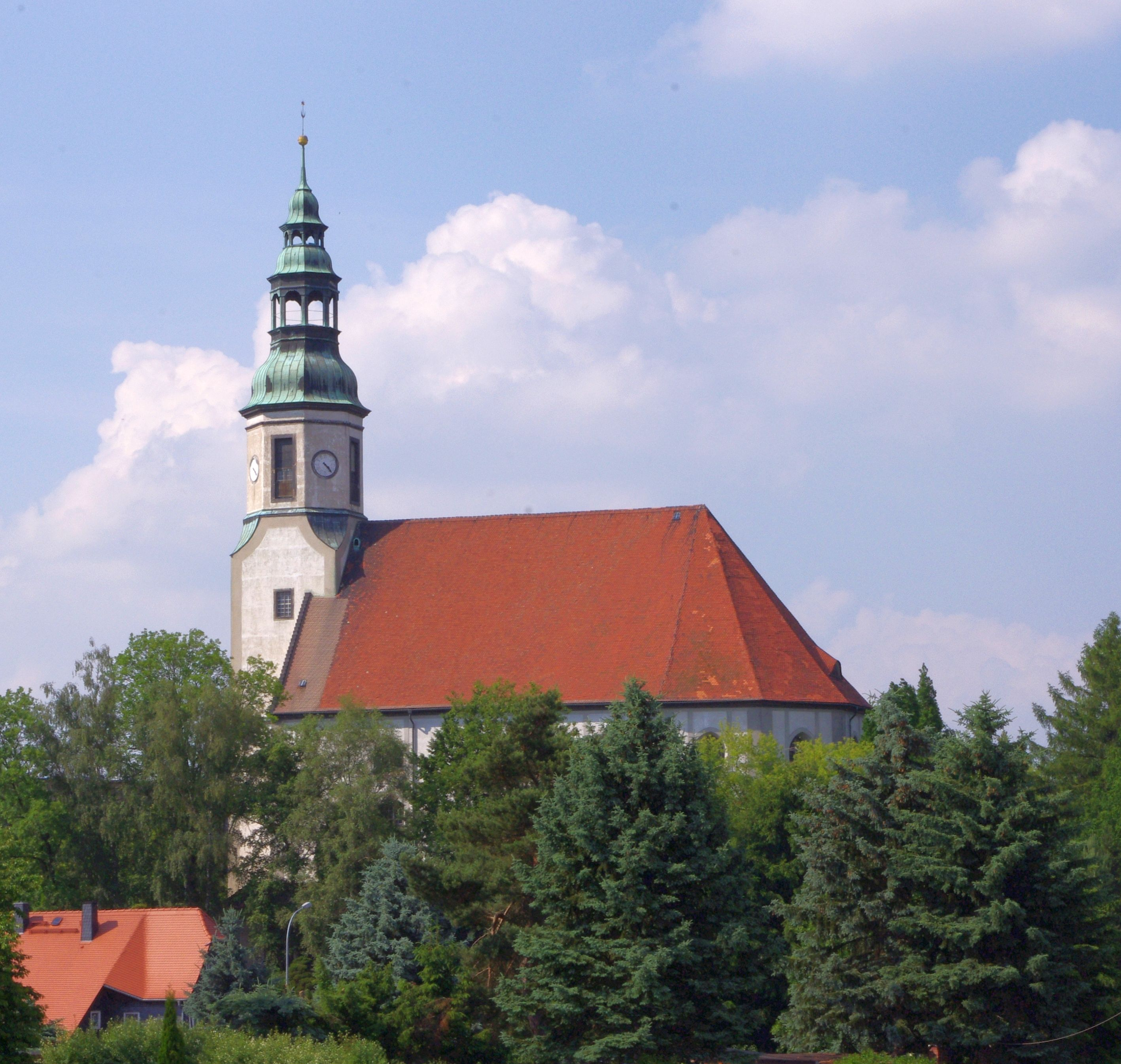
Die Kirche in Niederoderwitz im Juni 2010

Die Kirche Niederoderwitz ist eine der beiden Dorfkirchen in der Gemeinde Oderwitz in Sachsen. Sie ist der Sitz der evangelisch-lutherischen Kirchgemeinde Oderwitz-Mittelherwigsdorf und wurde Anfang des 18. Jahrhunderts im Barockstil erbaut und zählt zu den größten Kirchen der Lausitz.

## Geschichte

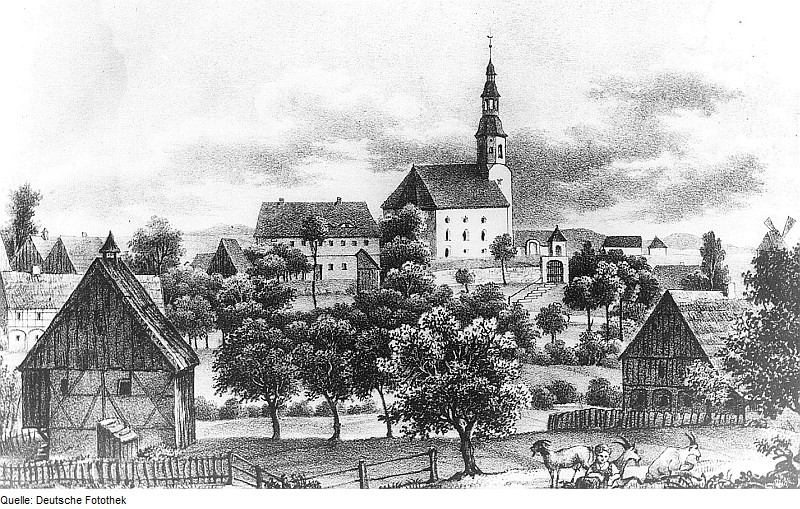
Kirche mit Pfarrhaus im Zentrum von Niederoderwitz

Gegen Ende des 17. Jahrhunderts wurde die alte Kirche in Niederoderwitz zu klein für die wachsende Kirchgemeinde. Aus diesem Grund und wegen nicht behebbarer Schäden am Gebäude wurde 1717 der Entschluss gefasst, direkt neben der alten eine neue Kirche zu errichten. Das Patronat für diesen Neubau übernahmen Otto Ludwig von Kanitz, Hanns Adolph von Riedinger und der Rat der Stadt Zittau.
Die Grundsteinlegung erfolgte am 19. April 1719 unter der Bauaufsicht von Pfarrer Samuel Manitius und den Kirchenältesten. Die Kirche wurde unter dem Baumeister Georg Förster nach dem Vorbild der Hainewalder Kirche erbaut und 1725 fertiggestellt. Als Baumaterial diente das Gestein des nahen Oberoderwitzer Spitzbergs. Die feierliche Weihe des Gebäudes erfolgte am 23. Januar 1726. Die alte Kirche war zu diesem Zeitpunkt etwa 600 Jahre alt und wurde daraufhin abgetragen.
1976 wurde der Turm der Kirche anlässlich der 250-Jahr-Feier wieder instand gesetzt. Die Jubiläumsfeier zum 275-jährigen Bestehen der Kirche wurde 2001 mit der Aufführung des Oratoriums Der Messias von Georg Friedrich Händel gefeiert.

## Anlagen

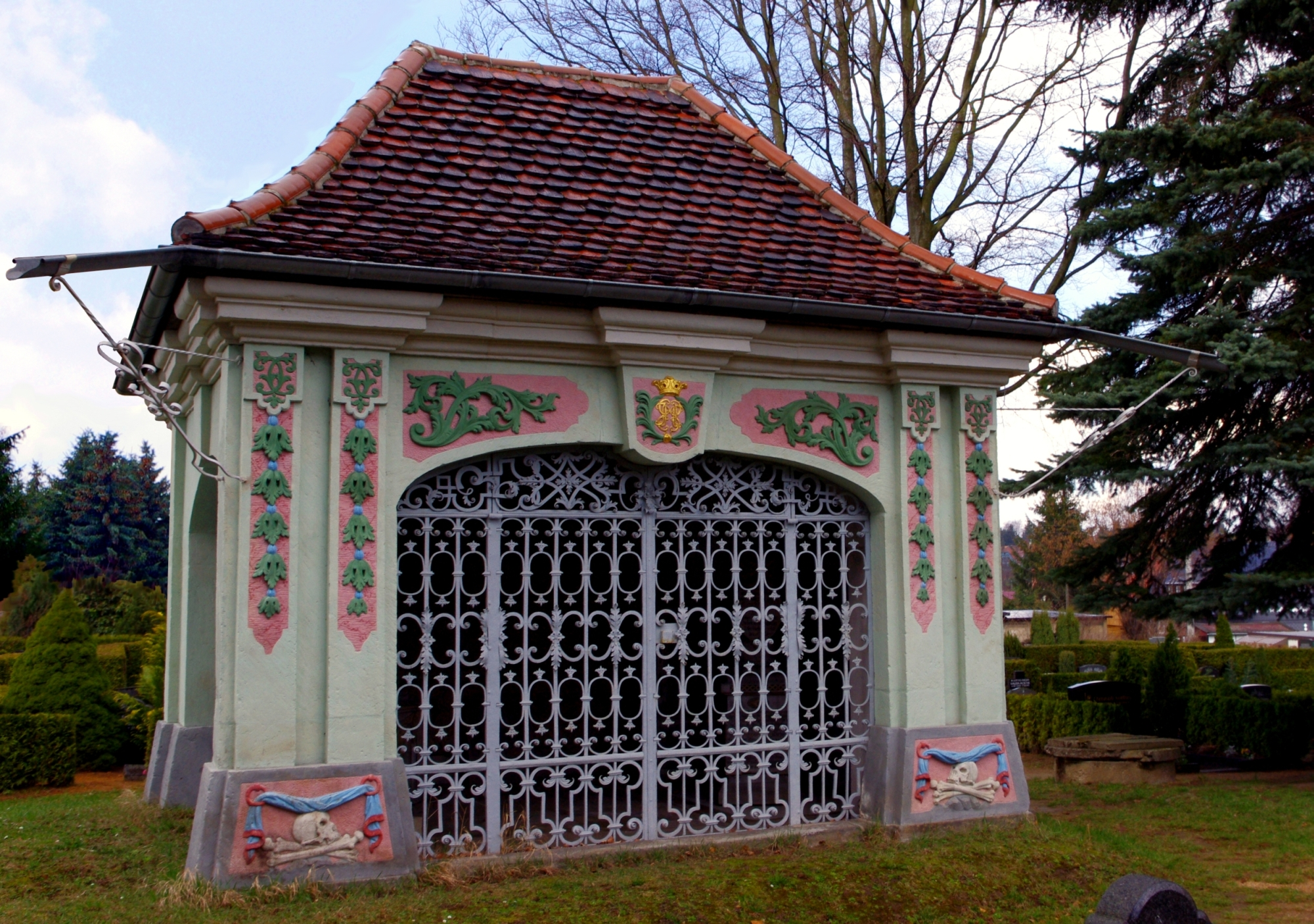
Die Göhlsche Gruft auf dem Friedhof Niederoderwitz

Die Kirche liegt im Zentrum von Niederoderwitz auf einer kleinen Anhöhe und ist daher weithin sichtbar. Sie wird von einem Friedhof umgeben, auf dem sich eine Aussegnungshalle und mehrere Gruften befinden. Besondere Beachtung gilt der barocken Göhlschen Gruft, die Mitte des 18. Jahrhunderts für die Familie des begüterteren Kaufmanns Johann Christoph Göhl erbaut und 2003 restauriert wurde. Drei Gedenkstätten für die Opfer der beiden Weltkriege und des Holocausts finden sich ebenfalls auf dem Friedhof.
An den Friedhof angeschlossen ist das von 1746 bis 1750 errichtete Pfarrhaus, dessen Gemeindesaal im Winter für die Feier von Gottesdiensten genutzt wird. Es bietet auch Wohnraum für Pfarrer und Kantor.

## Gebäude

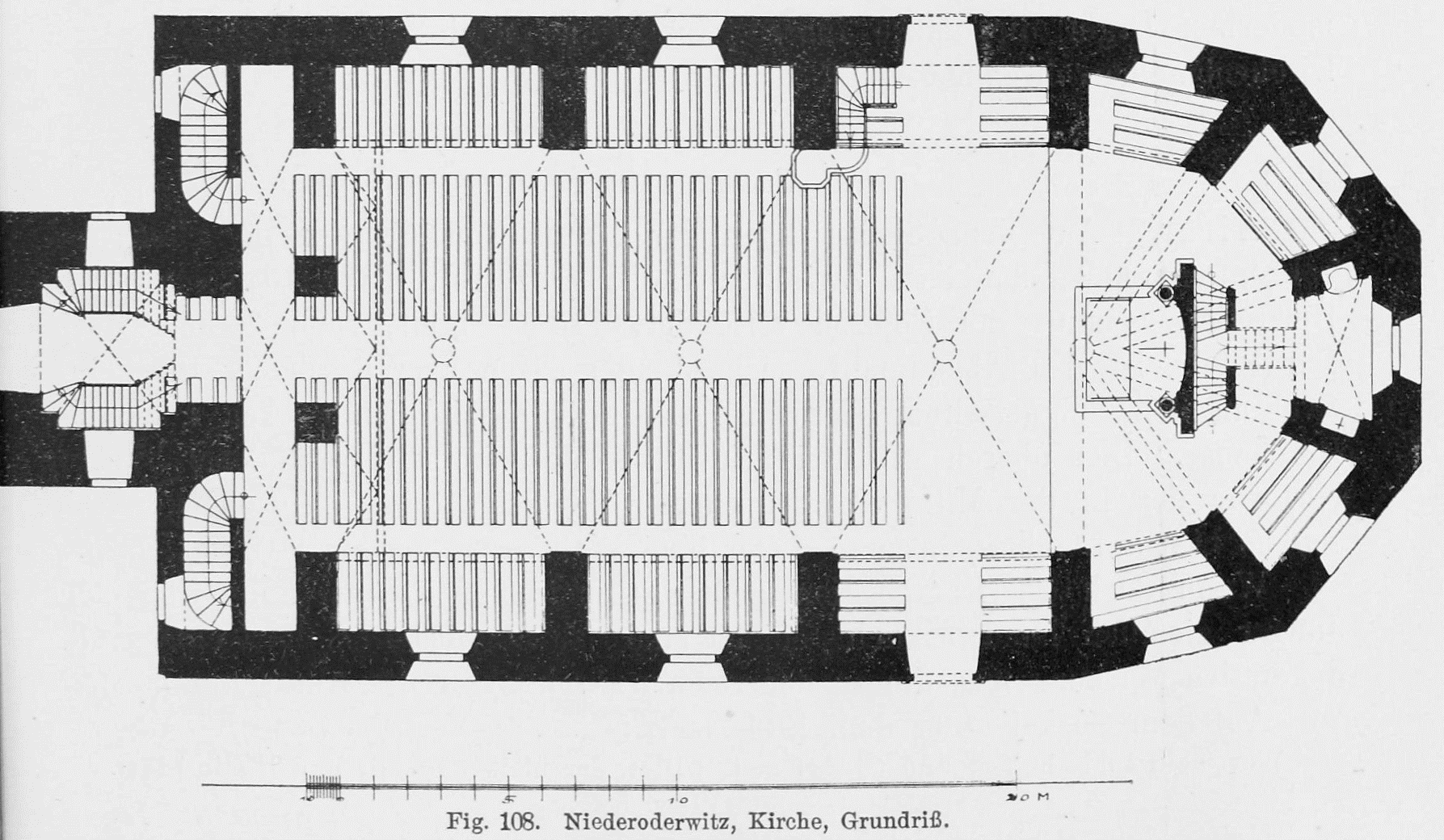
Grundriss der Kirche

Das Äußere der Kirche wird von klaren und einfachen Formen bestimmt. So dominieren die große Fläche des Satteldachs und die der Wände das Erscheinungsbild. Der Kirchturm hat einen quadratischen Grundriss, der zu einem Achteck auswächst und schwungvoll in eine barocke Haube übergeht. Diese wird von zwei Laternen gekrönt. Die Turmspitze ist mit einer goldenen Sonnenkugel geschmückt, darüber ein Stern und dazwischen ein liegender Halbmond. Dies ist vermutlich ein Zeichen für die Vertreibung der Türken aus Europa Ende des 17. Jahrhunderts. Das Dach der Kirche wurde 2011 komplett erneuert.
In der Turmhalle befindet sich eine doppelt geschwungene Treppe, die auf die Emporen führt. Das Kirchenschiff ist hell, aber im Wesentlichen einfach gestaltet. Die ornamentale Bemalung ist in ocker und blau gehalten, Altar, Kanzel und Herrschaftsloge bilden dabei die Hauptakzente des Dekors. Das Kreuzgewölbe wird von mächtigen, nach innen gezogenen Pfeilern getragen, zwischen denen drei hölzerne Emporen verlaufen. Auf einer großen Empore gegenüber dem Altar befindet sich der Spieltisch für die Orgel sowie Plätze für Chor und Bläser. Das Kirchenschiff hat eine Länge von 33 Metern und ist bei einer Höhe von 14 Metern 17 Meter breit. Es bietet Platz für etwa 2000 Personen, dadurch zählt die Kirche zu den größten der Lausitz.

## Ausstattung

### Altar

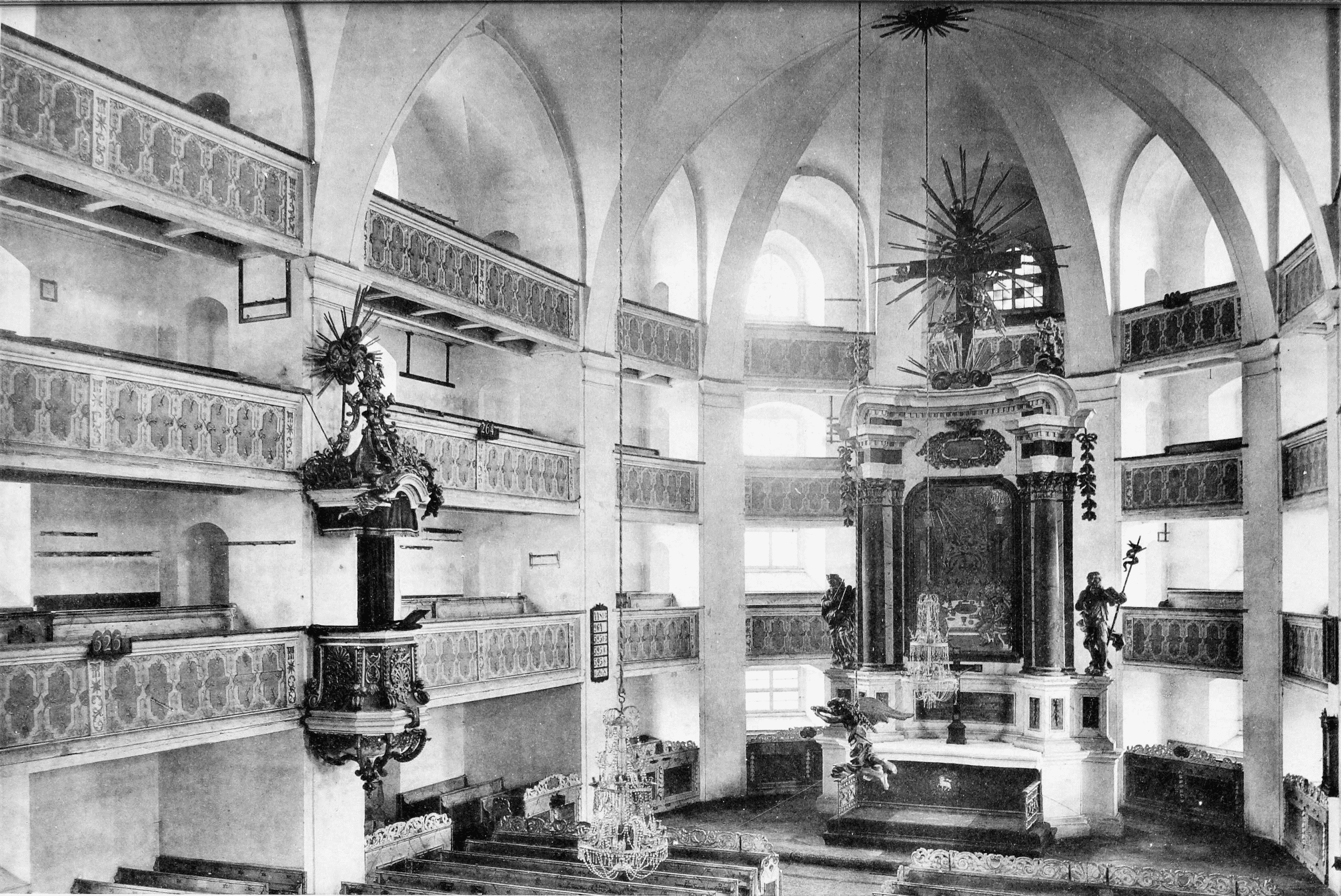
Das Innere der Niederoderwitzer Kirche

Vom Sockel des Altars erheben sich zwei Säulen, die das Gebälk mit dem Kreuz tragen und das Altarbild einrahmen. Dieses ist ein einfaches Holzrelief mit gemaltem Hintergrund und vergoldeten Figuren. Auf dem Bild findet sich eine Darstellung des letzten Abendmahls, die in die Säulenarchitektur des Altars eingebunden ist. Lebensgroße Figuren von Mose und Johannes dem Täufer flankieren den Altar, der von einem großen Holzkreuz mit der Aufschrift JESVS gekrönt wird. Das Kreuz wird von einem goldenen Strahlenkranz umrahmt, dessen Wirkung durch getönte Fenster hinter dem Altar verstärkt wird.

### Kanzel
Der Korb der achteckigen Kanzel befindet sich auf Höhe der ersten Emporen und ist mit vergoldetem Schnitzwerk verziert, dieses besteht aus Engelsköpfen, Bändern und floralen Elementen. Die Spitze der Kanzel stellt einen Pelikan dar, der seine Brust aufreißt und so seine Jungen mit seinem Blut speist. Dies thematisiert den Opfertod Christi.

### Orgel
Die heutige Orgel stammt aus dem Jahr 1874 und wurde von der Orgelbauwerkstatt Jehmlich gebaut, dem Unternehmen des sächsischen Hoforgelbauers Carl Eduard Jehmlich, und seitdem mehrmals erweitert, überholt und gereinigt. Sie hat drei Manuale und verfügt über 50 klingende Stimmen, es wurden insgesamt 3387 Pfeifen verbaut. Die Orgel wird über einen freistehenden, elektrischen Spieltisch am Rande der Empore bedient.

### Herrschaftsloge
Unter der Brüstung der Orgelempore befindet sich die Herrschaftsloge der Patronatsherren, sie erstreckt sich über die gesamte Breite des Kirchenschiffs und besitzt eine Front mit drei großen Fenstern. Hauptelement ihrer Verzierung ist das Allianzwappen und eine Kartusche mit dem Wahlspruch des Hauses von Kanitz-Kyaw.

### Glocken
Während ihrer Entstehung wurde die Kirche mit ein paar kostbaren Bronzeglocken ausgestattet, die 1860 von Friedrich Gruhl in Kleinwelka neu gegossen wurden und in einem Es-Dur-Akkord klangen. Allerdings gingen diese im Verlauf der beiden Weltkriege verloren. Heute hängt in der Glockenstube ein einfaches Stahlgeläut aus drei Glocken.

### Weitere Ausstattung
Die Kirche besitzt einen Taufengel, dessen Gestaltung mit den Altarfiguren harmoniert. Bis auf zwei grüne Lorbeerkränze auf seinem Kopf und in seinen Händen ist er vollkommen vergoldet. Während einer Taufe wird die Taufschale von dem Kranz in seinem Händen aufgenommen.
Weitere wertvolle Stücke sind die silbernen Abendmahlsgeräte sowie ein vergoldeter Kelch aus dem Jahr 1668.